# Tmutarakan
Koordinaten: 45° 13′ 8,7″ N, 36° 42′ 50,6″ O
Tmutarakan (russisch Тмутаракань, ukrainisch Тмуторокань Tmutorokan) war zwischen dem späten zehnten und elften Jahrhundert ein Fürstentum der Kiewer Rus mit der Hauptstadt Tmutarakan. Das altostslawische Fürstentum lag auf der Taman-Halbinsel, in der heutigen Region Krasnodar und kontrollierte an der Straße von Kertsch (Kimmerischer Bosporus), die Verbindung zwischen dem Schwarzen Meer und dem Asowschen Meer. Die namengebende Handels- und Hafenstadt, das ehemalige chasarische Samkarsch, befand sich direkt gegenüber von Kertsch.
Im heutigen Russisch steht der Begriff „Tmutarakan“ für „entfernte oder obskure Provinz“.

Fürstentümer in der Kiewer Rus

## Geschichte

### Fürstentum der Kiewer Rus

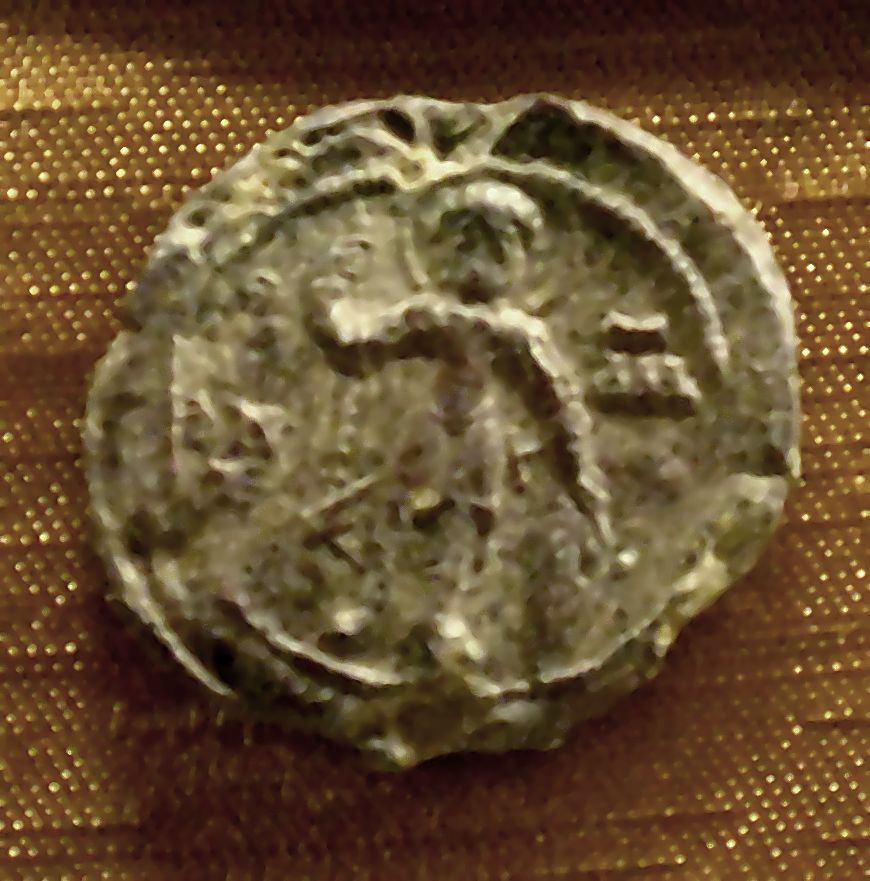
Siegel von Dawid Igorewitsch

Obwohl Datum und Umstände der Übernahme Tmutarakans durch die Kiewer Rus unbekannt sind, erwähnt die Hypatiuschronik Tmutarakan unter den Städten, die Wladimir I. seinen Söhnen gab; demnach kam die Stadt vor 1015 unter die Kontrolle der Rus. Der altostslawische Name der Stadt – „Tmutarakan“ – leitet sich ab vom türkischen tamantarkan; dies könnte ursprünglich ein Titel oder Rang gewesen sein.
Wladimirs Sohn Mstislaw von Tschernigow war Fürst von Tmutarakan von 988 bis 1036. Während seiner Herrschaft wurde die erste steinerne Kirche errichtet, von der noch Ruinen existieren. Die Kirche war der Gottesgebärerin geweiht. Im Jahr 1066 wurde Fürst Rostislaw Wladimirowitsch von Tmutarakan von einem byzantinischen Beamten vergiftet. Danach gehörte die Stadt Swjatoslaw II. Jaroslawitsch von Tschernigow, und danach dem Großfürsten von Kiew, Wsewolod I. Jaroslawitsch. Im Jahr 1079 ernannte Swjatoslaw einen Gouverneur (possadnik), der zwei Jahre später von Dawid Igorewitsch und Wolodar Rostislawitsch getötet wurde. Die beiden besetzten die Stadt, wurden aber von Oleg Swjatoslawitsch vertrieben, der aus dem Byzantinischen Reich gekommen war, sich nun zum „Archont von Chasarien“ ernannte und die Stadt zu seiner Hauptstadt machte.

### Niedergang
Im 12. Jahrhundert wurde die Stadt durch die Kumanen von der eigentlichen Rus isoliert und begann zu verfallen. Die letzte Erwähnung erscheint in einer Schrift aus dem Jahr 1378.
Die Region um die Stadt war Teil des genuesischen Protektorats Gazaria (abgeleitet von den Chasaren), zentriert auf die Stadt Kaffa, das heutige Feodossija auf der Krim. Das Gebiet wurde von der Familie Ghisolfi verwaltet. Im Jahr 1482 wurde es vom Girai-Khanat erobert.
Während des größten Teils des 17. und 18. Jahrhunderts wurde das Gebiet von den Kosaken beherrscht, die ihr Zentrum in der nahen Staniza Taman hatten. Im Jahr 1791 wurde das Gebiet russisch.

## Archäologie
Im Jahr 1792 wurde die Stätte von Tmutarakan entdeckt, als ein Bauer einen Stein mit einer Inschrift fand, die besagte, dass Prinz Gleb 1068 die Entfernung von hier über Kertsch bis zum Meer gemessen hatte. Im 19. und 20. Jahrhundert wurden Ausgrabungen durchgeführt.